# Dreisbachia mira
Dreisbachia mira là một loài tò vò trong họ Ichneumonidae.